# Episodi de L'ispettore Tibbs (ottava stagione)
L'ottava stagione della serie televisiva L'ispettore Tibbs è stata trasmessa in anteprima negli Stati Uniti d'America dalla CBS tra il 21 ottobre 1994 e il 16 maggio 1995.
| nº | Titolo originale       | Titolo italiano | Prima TV USA     | Prima TV Italia |
| -- | ---------------------- | --------------- | ---------------- | --------------- |
| 1  | A Matter of Justice    |                 | 21 ottobre 1994  |                 |
| 2  | Who Was Geli Bendl?    |                 | 9 dicembre 1994  |                 |
| 3  | By Duty Bound          |                 | 17 febbraio 1995 |                 |
| 4  | Grow Old Along with Me |                 | 16 maggio 1995   |                 |